# Initng
Initngは、sysvinitの完全な置換である。initとは、Unix系オペレーティングシステムで最初に起動されるプロセスであり、他の全プロセスの初期化の責任を持つ。Initngの公式サイトでは、Initngを「次世代（next generation）init システム」と称している。

## 利点
initの実装（System Vのsysvinitなど、Linuxディストリビューションの多くで使われている実装）では、事前に定義された順序でプロセスを起動し、あるプロセスの初期化が完了した時点で次のプロセスの起動を行う。Initngでは、あるプロセスを起動するのに必要な条件が整うと、すぐさまそのプロセスを起動する。複数のプロセスを並行して起動できる。InitngはUnix系システムでのプロセス起動を非同期に行うことで、ブートにかかる時間を大幅に削減する。また、システムがより制御しやすくなるようなデータが得られるとの指摘もある。

## 開発
Initngはまだベータ版である。Debian、Ubuntu、Fedoraといった各種ディストリビューション向けのパッケージや、Gentoo Linux向けのebuildスクリプトもある。
当初の開発者はJimmy Wennlund。現在は、Ismael Luceno率いるプロジェクトが開発・保守を行っている。